# Leonard Cohen
Leonard Norman Cohen (ur. 21 września 1934 w Montrealu, zm. 7 listopada 2016 w Los Angeles) – kanadyjski poeta, pisarz i piosenkarz tworzący w stylu piosenki autorskiej w gatunku folk rock.

## Życiorys
Urodził się w 1934 w Montrealu jako Leonard Norman Cohen, syn Mashy (Marshy) i Nathana Cohenów, w średniozamożnej żydowskiej rodzinie. Prapradziadek Lazarus był pierwszym, który osiadł w Montrealu i po dwóch latach sprowadził swojego syna, Lyona. Obaj pochodzili z Wołkowyska, a matka, Masha Klonitsky, przybyła do Montrealu z Wołkowyska na Nowogródczyźnie, była córką talmudysty, rabbiego Solomona Klonitsky-Kline, nauczyciela w szkole talmudycznej w Kownie. 15 sierpnia 1937 zmarł dziadek Leonarda ze strony ojca, Lyon Cohen, człowiek aktywny w społeczności kanadyjskich Żydów. W 1944 zmarł ojciec Leonarda Nathan.
Dzięki swojej rodzinie otrzymał solidną edukację na poziomie średnim i zaczął studia na anglojęzycznym Uniwersytecie McGilla w rodzinnym mieście. Mimo że był przeciętnym studentem, jeszcze w trakcie studiów zdobył prestiżową nagrodę McNaughton Prize za osiągnięcia literackie. 5 października 1955 ukończył studia na Uniwersytecie McGilla uzyskując stopień bakałarza sztuk (Bachelor of Arts). W maju 1956 wydał swój pierwszy tom poezji – Let Us Compare Mythologies. Na przestrzeni następnych lat pisał i publikował poezję oraz wydał dwie powieści: The Favorite Game (1963) i Beautiful Losers (1966).

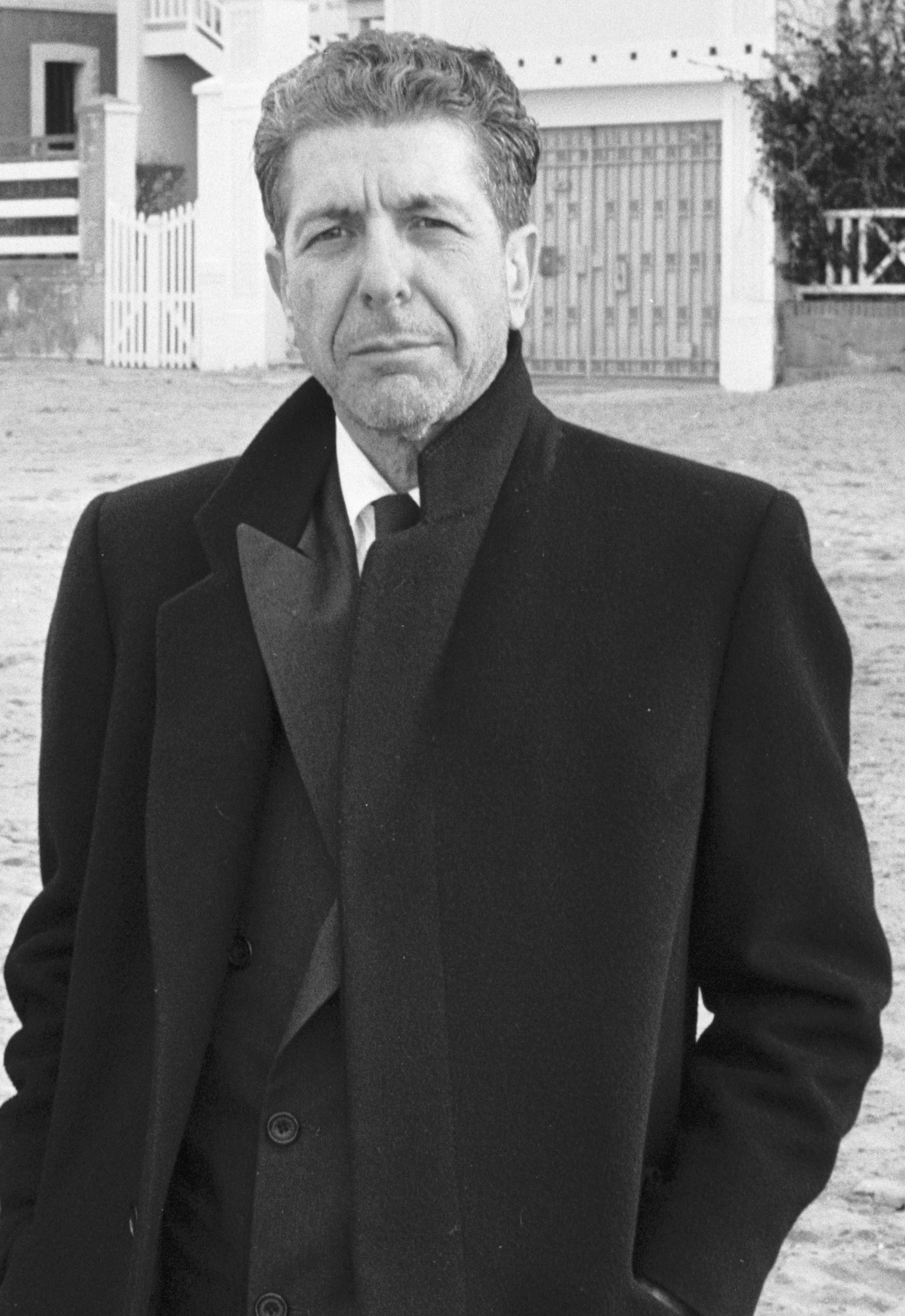
Cohen (1988)

W wywiadach często powtarzał, że zaczął śpiewać, gdyż trudno mu było wyżyć z pisania. Biografowie nieco inaczej przedstawiają jego życie w tamtym okresie. Honoraria literackie, rządowe granty oraz dochody z rodzinnego przedsiębiorstwa wystarczały na wygodne życie. Cohen w tym czasie dużo podróżował, prowadził intensywne życie towarzyskie i erotyczne. Lubił otaczać się pięknymi kobietami i, dopóki było to legalne, eksperymentował z LSD.
Choć nauczył się grać na gitarze w wieku trzynastu lat, a wcześniej zaczął pisać piosenki, początkowo traktował muzykę w sposób czysto rekreacyjny i nie zamierzał zostać piosenkarzem. Nigdy też nie był wybitnym instrumentalistą. Przypadkową sławę przyniosła mu piosenka „Suzanne”, której profesjonalną wersję nagrała folkowa piosenkarka Judy Collins. Utwór ten stał się radiowym przebojem w 1965. Collins wprowadziła Cohena w środowisko muzyki folk. Pierwszy publiczny występ Cohena jako piosenkarza odbył się 30 kwietnia 1967 w Town Hall w Nowym Jorku, na koncercie charytatywnym na rzecz organizacji domagającej się zaprzestania prób z bronią jądrową (The Committee for a SANE Nuclear Policy). Collins namówiła Cohena, by wystąpił z nią na Newport Folk Festival w 1967. Wydany w tym samym roku album Songs of Leonard Cohen zawiera przeboje: „Suzanne”, „Sisters of Mercy”, „So Long, Marianne” i „Hey, That’s No Way to Say Goodbye”. Album odniósł wielki sukces.
Przy akompaniamencie gitary klasycznej i niewielkiego, łagodnie grającego zespołu, Cohen śpiewał nieco monotonnym, lecz ciepłym barytonem swoje teksty, łączące religijne i interkulturowe aluzje z czarnym humorem. Trafił tym w gusta lewicujących, zapatrzonych w kulturę wschodu środowisk akademickich i literackich ówczesnej Ameryki. Kolejne płyty utwierdzały pozycję artysty. Przełomowym albumem Cohena był Death of a Ladies’ Man wydany w 1977 i wyprodukowany przez Phila Spectora. W wyniku zastosowania spectorowskiej ściany dźwięku, muzyka z tego albumu stała się pełniejsza instrumentalnie lub – jak nieraz twierdzą krytycy – przesadnie barokowa. Obok ostrzej grającej sekcji rytmicznej, elektrycznych gitar i instrumentów klawiszowych, aranżacje obejmowały także sekcję instrumentów smyczkowych. Album ten już na zawsze podniósł rolę innych niż gitara prowadząca instrumentów w twórczości Cohena. Płyta Recent Songs była powrotem do poprzedniej stylistyki, jednak bogactwo instrumentarium zostało zachowane. Na płycie Various Positions pojawiły się syntezatory, aby na kolejnej – I’m Your Man – całkowicie zdominować instrumentarium. Trzy utwory z następnego albumu The Future zostały wykorzystane w filmie Urodzeni mordercy. Z tego okresu (1979–1994) pochodzą takie przeboje artysty jak: The Guests, The Traitor, Hallelujah, Dance Me to the End of Love, I’m Your Man, Everybody Knows, Closing Time, The Future czy Democracy.
Nadzwyczajną popularność Cohen zyskał w Polsce, gdzie w latach 80. był bardziej znany niż w rodzinnej Kanadzie. Było to zasługą popularyzatorskiej działalności Macieja Zembatego, jego (wspólnych z Maciejem Karpińskim) tłumaczeń tekstów piosenek i wykonań polskich coverów. Gdy w 1985 Cohen przyjechał na trasę koncertową do Polski, występował przy pełnej widowni w największych halach koncertowych: 19 marca w Hali Arena w Poznaniu, 20 marca w Hali Ludowej (zwana też Halą Stulecia) we Wrocławiu, 21 marca w Domu Muzyki i Tańca w Zabrzu i 22 marca w Sali Kongresowej w Warszawie. Możliwe (brak dokumentalnego zapisu takich), że podczas pobytu w Polsce spotkał się z Lechem Wałęsą. W obszernej monografii o Cohenie wydanej w USA w 2012 autorka stwierdza jednoznacznie, że odmówił sugestii pokazania się publicznie na scenie z Lechem Wałęsą. Nie wspominał też publicznie w Polsce nic o „Solidarności”. Dopiero po powrocie do USA, na koncercie w Bostonie zadedykował „Solidarności” piosenkę „Partyzant”. Wskutek tych działań jego piosenki przez wiele miesięcy nie były emitowane w Polskim Radiu. Cover piosenki „I’m Your Man” wykonał Bogusław Linda w filmie Sara (1997) oraz Przemysław Gintrowski na swój album pt. Kanapka z człowiekiem i trzy zapomniane piosenki (2009).
W latach 1994–1999 Cohen przebywał w Ośrodku Zen na Mount Baldy w okolicach Los Angeles. Wstawał o 2.30, przygotowywał posiłki dla swojego mistrza zen – rōshiego – potem medytował. W ciągu pięciu lat sam ocenił, że stał się innym człowiekiem. Rōshiemu poświęconych jest wiele wierszy z tomu Księga tęsknoty.
Wówczas, po nieomal 10 latach braku aktywności artystycznej, Cohen wydał album Ten New Songs. Najbardziej znane utwory z tego wydawnictwa to In My Secret Life, Alexandra Leaving oraz Boogie Street.

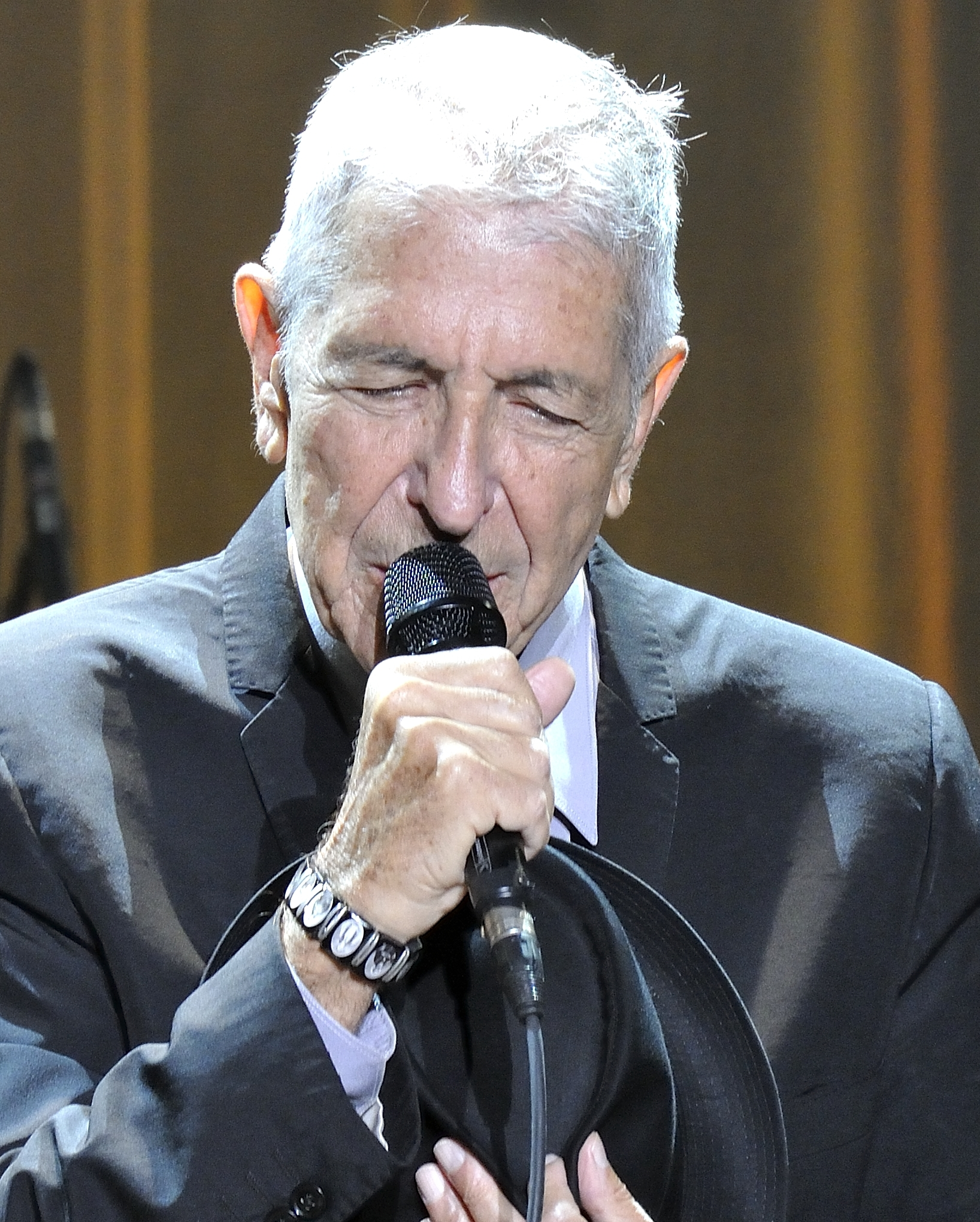
Cohen (2013)

24 października 2003 otrzymał z rąk gubernatora generalnego Kanady Adrienne Clarkson Order of Canada, najwyższe odznaczenie kanadyjskie, przyznane mu za wybitny wkład w rozwój kanadyjskiej kultury.
W 2004 została wydana płyta Dear Heather. W 2005 okazało się, że artysta został pozbawiony środków na funduszu emerytalnym. Jego była przyjaciółka, jednocześnie menedżerka, Kelley Lynch, sprzeniewierzyła ponad 5 milionów dolarów, zostawiając jedynie 150 tysięcy. Suma ta nie wystarczała artyście nawet na opłacenie należnych podatków. W marcu 2006 Cohen wygrał sprawę sądową z byłą menedżerką, uzyskując sądowy nakaz zwrotu dziewięciu milionów dolarów, jednak możliwość faktycznego odzyskania utraconych funduszy jest mało prawdopodobna. W 2006 został uhonorowany członkostwem w Canadian Songwriters Hall of Fame.
24 listopada 2006 do polskich kin wszedł film dokumentalny Leonard Cohen: I’m Your Man, w którym o wpływie Cohena na swoją twórczość mówią m.in. muzycy zespołu U2 i Nick Cave, a sam Cohen opowiada o swoim życiu i marzeniach.
31 marca 2007 wystąpił w Muzycznym Studiu Polskiego Radia im. Agnieszki Osieckiej w Warszawie jako gość koncertu promującego płytę Anjani Thomas pt. „Blue Alert”, której był producentem oraz autorem tekstów. Zaśpiewał wraz z Anjani dwie piosenki: Never Got to Love You i Thanks For the Dance. 13 stycznia 2008 zapowiedział swoją pierwszą od 15 lat trasę koncertową. 10 marca 2008 przyjęto go do Rock and Roll Hall of Fame. Pierwszy występ w ramach zapowiedzianej trasy odbył się 11 maja 2008 roku we Fredericton (Kanada). Cohen wystąpił m.in. na festiwalu The Big Chill, Montreal Jazz Festival i Glastonbury Festival. Na początku jesieni 2008 roku wystąpił w Polsce na dwóch koncertach: 29 września we Wrocławiu i 1 października w Warszawie. Przez cały 2009 i 2010 rok Leonard Cohen kontynuował swoją największą trasę koncertową. 4 października 2010 r. Leonard Cohen wystąpił w katowickim Spodku, a 10 października na warszawskim Torwarze. Przed warszawskim koncertem Leonard Cohen spotkał się z Lechem Wałęsą. 11 grudnia 2010 roku koncertem w Las Vegas (USA) Cohen zakończył koncerty w 2010 roku.
W sierpniu 2011 poinformował, że zakończył pracę nad nowym albumem studyjnym, „Old Ideas”. Znalazły się na nim w większości zupełnie nowe piosenki, w wykonaniu których artyście towarzyszyli Dana Glover, Sharon Robinson oraz Webb Sisters. Współproducentami płyty byli Patrick Leonard, Anjani Thomas, Ed Sanders oraz Dino Soldo. Płyta została wydana 31 stycznia 2012 roku.
26 lutego 2012 roku odebrał nagrodę PEN Klubu Nowej Anglii – „Song Lyrics of Literary Excellence”.
12 sierpnia 2012 w Gandawie rozpoczęła się kolejna trasa koncertowa Cohena, promująca album Old Ideas. Koncerty zaplanowano m.in. w Belgii, Danii, Norwegii, Finlandii, Polsce, Niemczech, Irlandii, Włoszech, Wielkiej Brytanii, Turcji, Rumunii, Francji, Hiszpanii i Portugalii, a następnie w USA i Kanadzie. W ramach trasy koncertowej 19 lipca 2013 artysta wystąpił w Atlas Arenie w Łodzi.
Zmarł na białaczkę 7 listopada 2016 w Los Angeles i został pochowany w Montrealu.

## Dyskografia

### Albumy studyjne
| Songs of Leonard Cohen        | - Data: 27 grudnia 1967 - Wydawca: Columbia Records      | – | 83  | – | 13 | –  | –  | –  | - USA: złota płyta - UK: srebrna płyta                                                                   |
| Songs from a Room             | - Data: 24 marca 1969 - Wydawca: Columbia Records        | – | 63  | – | 2  | –  | –  | –  | |
| Songs of Love and Hate        | - Data: 19 marca 1971 - Wydawca: Columbia Records        | – | 145 | – | 4  | –  | 11 | –  | |
| New Skin for the Old Ceremony | - Data: 11 sierpnia 1974 - Wydawca: Columbia Records     | – | –   | – | 24 | –  | –  | 2  | - UK: srebrna płyta                                                                                      |
| Death of a Ladies’ Man        | - Data: 13 listopada 1977 - Wydawca: Warner/Spector      | – | –   | – | 35 | –  | 20 | –  | |
| Recent Songs                  | - Data: 27 września 1979 - Wydawca: Columbia Records     | – | –   | – | –  | 56 | –  | 24 | |
| Various Positions             | - Data: 11 grudnia 1984 - Wydawca: Columbia Records      | – | –   | – | 52 | 43 | 3  | 18 | - FIN: złota płyta - UK: srebrna płyta                                                                   |
| I’m Your Man                  | - Data: 2 lutego 1988 - Wydawca: Columbia Records        | – | –   | – | 48 | 32 | 1  | 22 | - FIN: złota płyta - UK: złota płyta - CAN: złota płyta                                                  |
| The Future                    | - Data: 24 listopada 1992 - Wydawca: Columbia Records    | – | –   | – | 36 | 79 | 3  | 5  | - CAN: 2× platynowa płyta - UK: srebrna płyta                                                            |
| Ten New Songs                 | - Data: 9 października 2001 - Wydawca: Columbia Records  | 1 | 143 | 4 | 26 | 16 | 1  | 5  | - CAN: platynowa płyta - POL: platynowa płyta - FRA: złota płyta - UK: srebrna płyta                     |
| Dear Heather                  | - Data: 26 października 2004 - Wydawca: Columbia Records | 1 | 131 | 5 | 34 | 19 | 2  | 13 | - UK: srebrna płyta - POL: złota płyta                                                                   |
| Old Ideas                     | - Data: 31 stycznia 2012 - Wydawca: Columbia Records     | 1 | 3   | 1 | 2  | 4  | 1  | 2  | - POL: 2× platynowa płyta - CAN: platynowa płyta - FIN: złota płyta - FRA: złota płyta - UK: złota płyta |
| Popular Problems              | - Data: 22 września 2014 - Wydawca: Columbia Records     | 3 | 15  | 1 | 5  | 4  | 1  | 1  | - CAN: platynowa płyta - FRA: złota płyta - POL: platynowa płyta                                         |
| You Want It Darker            | - Data: 21 października 2016 - Wydawca: Columbia Records | 1 | 7   | 1 | 4  | 5  | 1  | 1  | - CAN: złota płyta - FRA: platynowa płyta - POL: 3x platynowa płyta                                      |
| Thanks for the Dance          | - Data: 22 listopada 2019 - Wydawca: Sony Music          |   |     |   |    |    |    |    | - POL: złota płyta                                                                                       |
| „–” album nie był notowany.   |                                                          |   |     |   |    |    |    |    | |

### Albumy koncertowe
| Live Songs                                 | - Data: kwiecień 1973 - Wydawca: Columbia Records        | –  | 156 | –  | –   | –  | – | 8  |                                                                   |
| Cohen Live                                 | - Data: 28 czerwca 1994 - Wydawca: Columbia Records      | –  | –   | –  | 35  | –  | – | –  |                                                                   |
| Field Commander Cohen – Tour of 1979       | - Data: 20 lutego 2001 - Wydawca: Columbia Records       | –  | –   | –  | 195 | –  | – | –  |                                                                   |
| Live in London                             | - Data: 31 marca 2009 - Wydawca: Columbia Records        | 1  | 76  | 7  | 19  | 13 | 8 | 9  | - CAN: platynowa płyta - UK: srebrna płyta - POL: platynowa płyta |
| Live at the Isle of Wight 1970             | - Data: 19 października 2009 - Wydawca: Columbia Records | –  | –   | –  | 169 | –  | – | –  |                                                                   |
| Songs from the Road                        | - Data: 14 września 2010 - Wydawca: Columbia Records     | 10 | 112 | 10 | 68  | 36 | 7 | 7  | - POL: złota płyta                                                |
| Live in Dublin                             | - Data: 2 grudnia 2014 - Wydawca: Columbia Records       | –  | –   | –  | –   | 53 | – | 33 |                                                                   |
| Can't Forget: A Souvenir of the Grand Tour | - Data: 12 maja 2015 - Wydawca: Columbia Records         | 46 | 100 | 8  | 18  | 23 | – | 17 |                                                                   |
| „–” album nie był notowany.                |                                                          |    |     |    |     |    |   |    |                                                                   |

### Albumy wideo
| Live in London              | - Data: 31 marca 2009 - Wydawca: Columbia Records    | – | – | – | –  | – | – | - CAN: 3× platynowa płyta |
| Songs from the Road         | - Data: 14 września 2010 - Wydawca: Columbia Records | 1 | 3 | 3 | 10 | 7 | 2 |                           |
| „–” album nie był notowany. |                                                      |   |   |   |    |   |   |                           |

### Kompilacje
| The Best of Leonard Cohen / Greatest Hits | - Data: 1 stycznia 1975 - Wydawca: Columbia Records      | – | –  | 88 | 43 | –  | –  | - UK: platynowa płyta - USA: złota płyta                    |
| So Long, Marianne                         | - Data: 1989 - Wydawca: Columbia Records                 | – | –  | –  | –  | –  | –  |                                                             |
| More Best of Leonard Cohen                | - Data: 7 października 1997 - Wydawca: Columbia Records  | 4 | 90 | 82 | –  | 7  | 41 | - POL: platynowa płyta                                      |
| The Essential Leonard Cohen               | - Data: 22 października 2002 - Wydawca: Columbia Records | 8 | –  | 57 | 76 | 3  | 23 | - FIN: złota płyta - UK: złota płyta - POL: platynowa płyta |
| The Collection                            | - Data: 27 czerwca 2008 - Wydawca: Columbia Records      | – | –  | –  | –  | –  | –  |                                                             |
| Greatest Hits                             | - Data: 13 lipca 2009 - Wydawca: Columbia Records        | – | –  | 29 | 51 | –  | 28 |                                                             |
| The Complete Studio Albums Collection     | - Data: 10 października 2011 - Wydawca: Columbia Records | – | –  | –  | –  | 33 | –  |                                                             |
| „–” album nie był notowany.               |                                                          |   |    |    |    |    |    |                                                             |

## Publikacje
- Let Us Compare Mythologies, 1956, Contact Press, OCLC 2885535
- The Spice-Box of Earth, 1961, McClelland & Stewart, OCLC 364336
- Flowers for Hitler, 1964, McClelland & Stewart, OCLC 450656
- Parasites of Heaven, 1966, McClelland & Stewart, OCLC 956513
- The Favourite Game, 1963, Secker & Warburg, ISBN 0-7710-2211-5.
- Beautiful Losers, 1966, Viking Press, McClelland & Stewart, OCLC 556041
- Selected Poems 1956–1968, 1968, McClelland & Stewart, OCLC 228557
- The Energy of Slaves, 1972, McClelland and Stewart, ISBN 0-670-29537-X.
- Death of a Lady’s Man, 1978, McClelland & Stewart, ISBN 0-7710-2177-1.
- Book of Mercy, 1984, McClelland & Stewart, ISBN 0-7710-2187-9.
- Stranger Music: Selected Poems and Songs, 1993, McClelland & Stewart, ISBN 0-7710-2230-1.
- Book of Longing, 2006, McClelland & Stewart, ISBN 978-0-7710-2234-0.
- The Lyrics of Leonard Cohen, 2009, Omnibus Press, ISBN 978-1-84772-802-9.
- Poems and Songs, 2011, Random House, ISBN 978-0-307-59583-6.
- Fifteen Poems, 2012, Everyman’s Library/Random House, ISBN 978-0-307-96168-6.

## Filmografia
- The Tibetan Book of the Dead: A Way of Life (jako on sam, 1994, film dokumentalny, reżyseria: Barrie McLean)[44]
- Message to Love: The Isle of Wight Festival (jako on sam, 1997, film dokumentalny, reżyseria: Murray Lerner)[45]
- Al Purdy Was Here (jako on sam, 2015, film dokumentalny, reżyseria: Brian D. Johnson)[46]

## Obecność w kulturze popularnej
W 2018 r. przekształcono jego odręczne pismo na czcionkę komputerową.

### Polscy wykonawcy piosenek Cohena
Spośród polskich pieśniarzy utwory Cohena wykonywali m.in. Ela Dębska, Paweł Orkisz i Maciej Zembaty (wspólnie z Johnem Porterem).